# Религиозное право

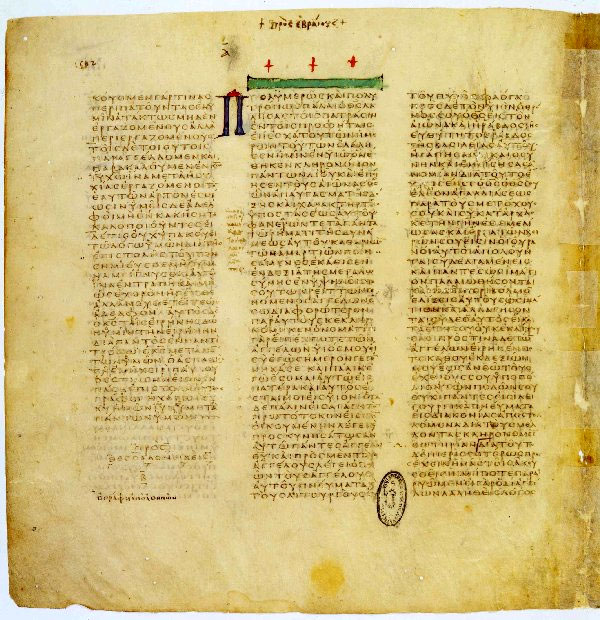
Ватиканский кодекс

Религио́зное пра́во — одна из исторических форм права, в системе которого источником постулируется воля божества (Бога), выраженная в священных текстах или преданиях.
Совокупность правовых систем мира, основанных на религиозном праве называется религиозной правовой семьёй (или семьёй религиозного права). Термин правовая семья был введён в науку французским учёным Рене Давидом. Он рассматривал некоторые правовые системы религиозного права, но не объединял их в единую семью. Впервые понятие религиозной правовой семьи обосновал Д. В. Лукьянов, который сформулировал ее определение, описал общие характерные черты и определил ее структуру.   
Материальными источниками религиозного права могут быть непосредственно тексты священных писаний, богословские доктрины, церковные акты, религиозно-правовые обычаи, а также государственные законодательные акты, закрепляющие и систематизирующие религиозно-правовые нормы.
Характерная особенность религиозного права — персональный, а не территориальный характер его юрисдикции: предписания религиозного права обычно распространяются только на представителей данной религиозной общины; иноверцы изъяты из-под их действия.
В своём чистом виде религиозное право действует только на территории Ватикана (и то с небольшими оговорками). Религиозное право является одной из правовых систем, которое действует наряду с другими в государствах с так называемыми смешанными правовыми системами.

## Иудейское право

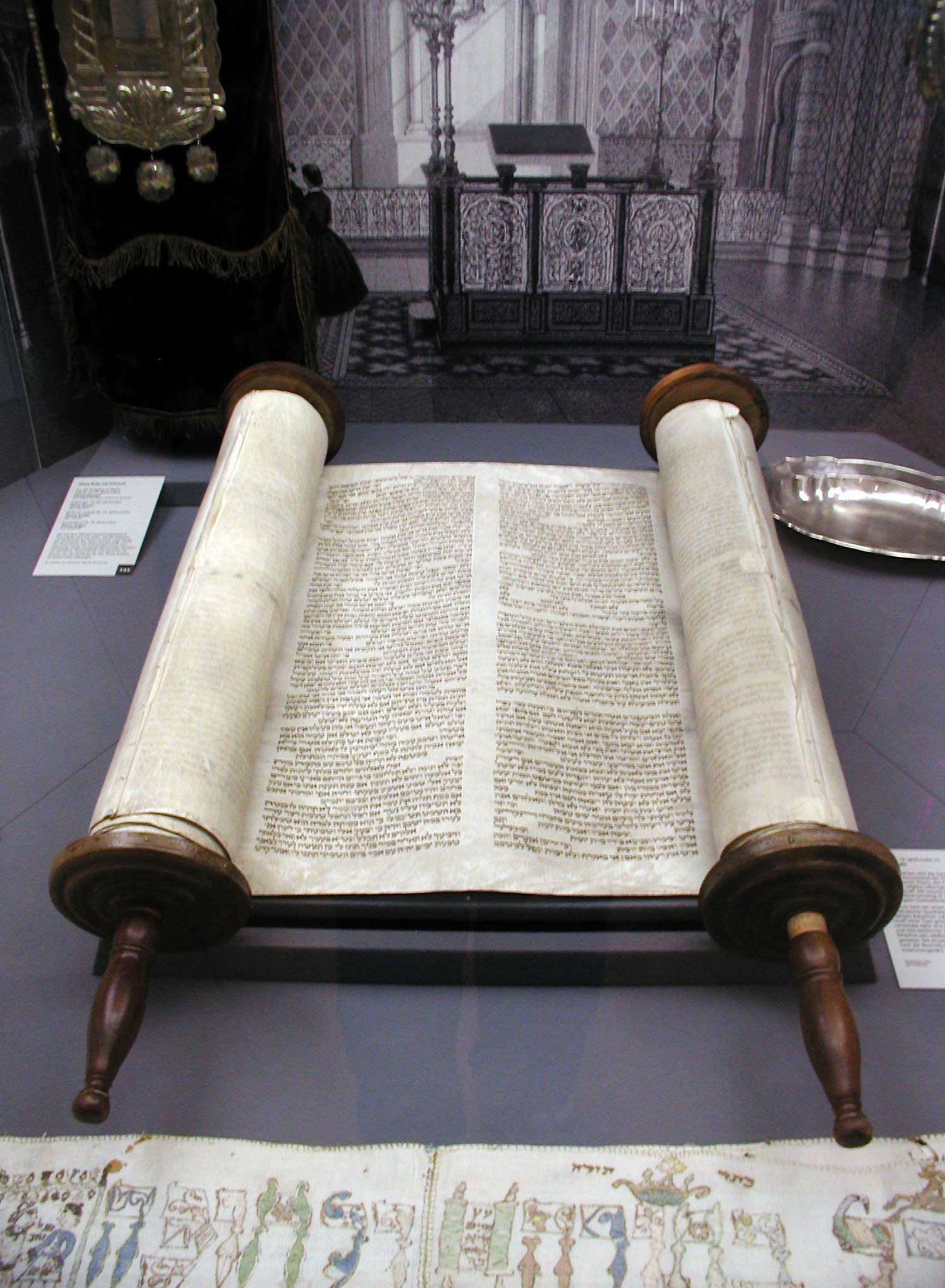
Свиток Торы

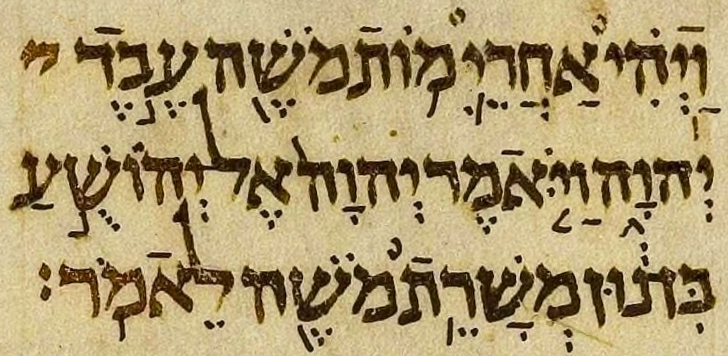
Кодекс Алеппо — древнее Еврейское Писание

Иудейское (еврейское) право возникло около XV века до н. э.. В иудаизме источниками права выступают Письменная Тора (Танах) и Устный Закон, зафиксированный в Мишне и Талмуде. Еврейское право послужило для укрепления еврейских общин и создания древнего еврейского государства. На сегодняшний день еврейское право действует только в Израиле, а также ряде еврейских общин по всему миру, и очень ограниченно, так как Израиль — светское государство.

## Христианское право

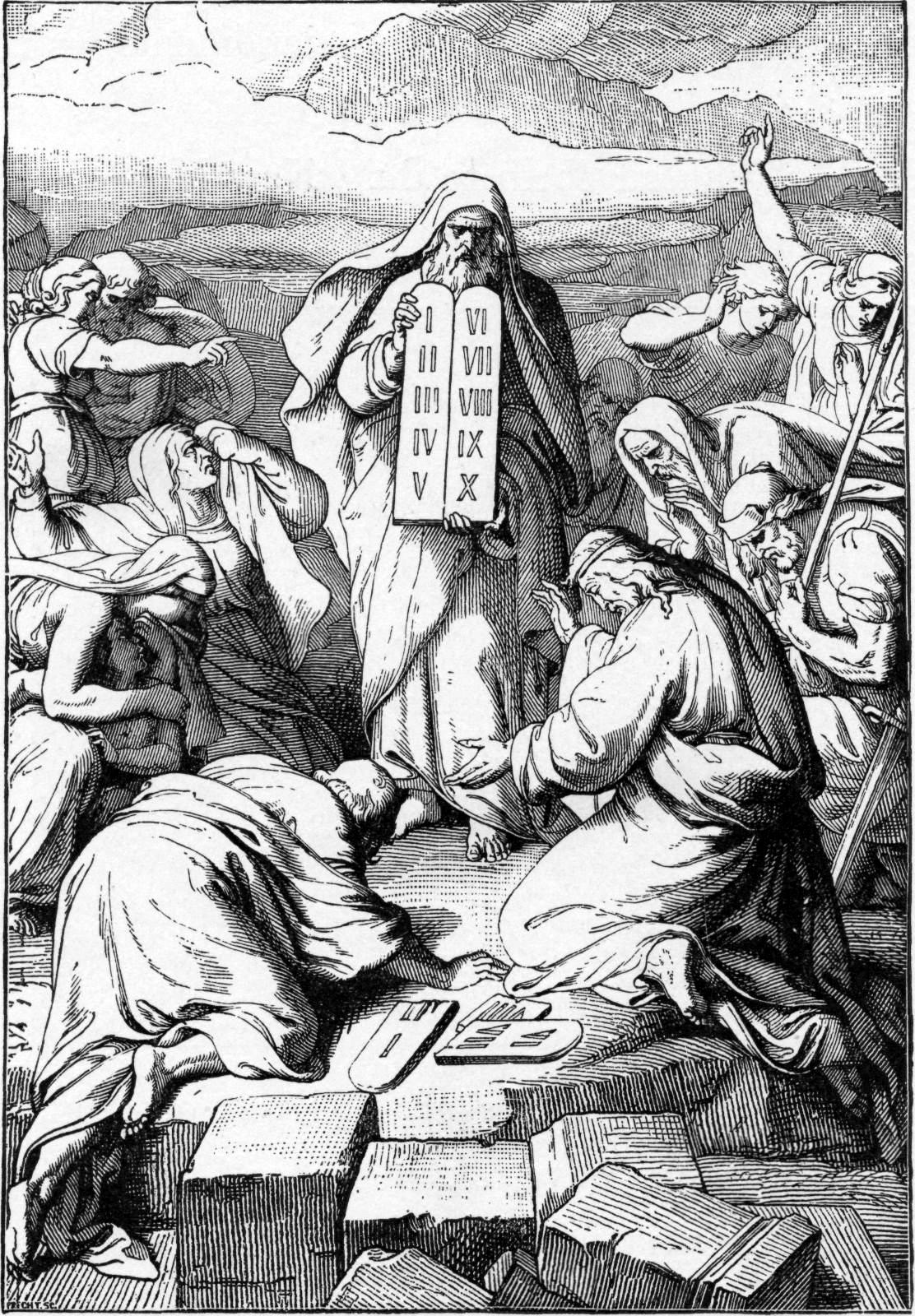
Моисей держит в руках скрижали с Десятью заповедями

Христианское право делится на две большие ветви: каноническое (католическое) право и церковное право. Они действуют в западных странах, однако сфера их действия очень ограничена, так как церковь в таких странах отделена от государства. Правила в основном распространяются только на служителей церкви, а также регулируют очень ограниченный круг вопросов личного статуса, например, брак и венчание, погребение, ведение метрических записей. 
Каноническое право

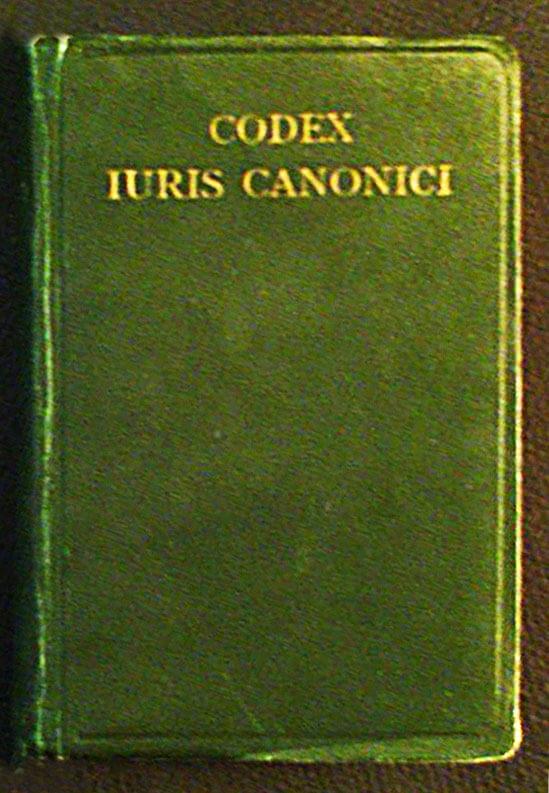
Кодекс канонического права

Каноническое право возникло в странах Западной Европы, официально было оформлено монахом Грацианом в XII веке, позднее развивалось при активном участии Римской курии. На сегодняшний день имеет около 1 миллиарда верующих.
Каноническое право имеет ярко выраженный центр власти и управления, сосредоточенный в Ватикане.
Церковное право
Церковное право действует в некоторых странах Восточной Европы, особенно в России, на Украине и в Белоруссии. Церковное право имеет своим источником не только Библию и учения Апостолов, но и Византийское право сильно повлиявшего на развитие древнерусского права и государственности.
Церковное право не имеет единого центра, так как существуют пять самостоятельных глав (патриархов) православных церквей, каждый из которых претендует на первенство в иерархии, таким образом управление в церковном праве децентрализовано и рассредоточено по пяти центрам.

## Исламское право

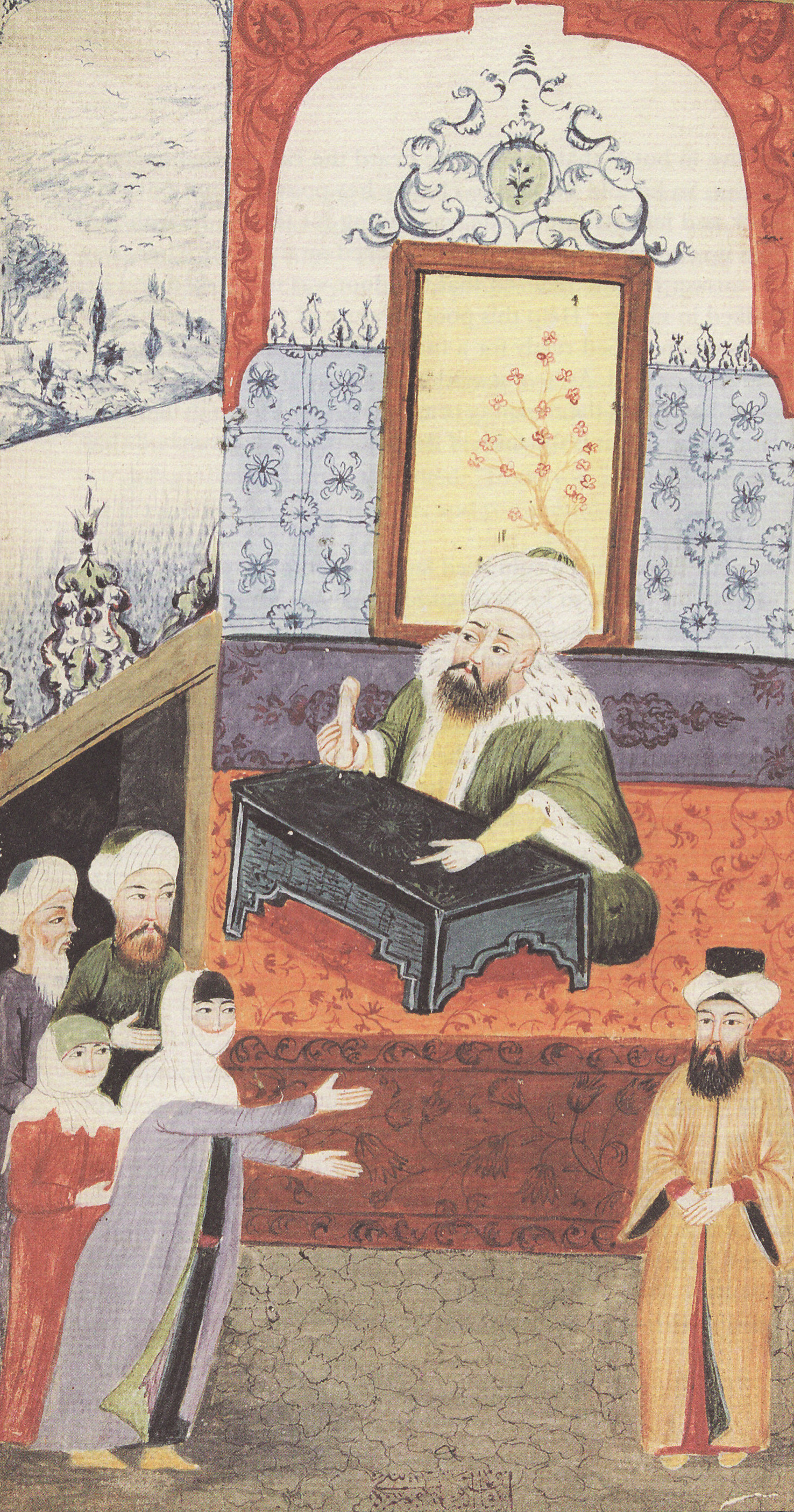
Развод супругов в Шариатском суде. Османская миниатюра, XVIII век

Исламское право (Шариат) действует в странах Африки и Азии, а также частично в государствах Индийского и Тихого океанов. Оно зародилось в VI веке на аравийском полуострове в результате деятельности пророка Мухаммеда и ведёт своё летоисчисление с 622 года. 
Исламское право распадается на две огромных ветви: суннитскую и шиитскую. В качестве важнейших форм (источников) исламского права выступают: Коран — священная книга ислама, Сунна — традиции, связанные с посланцем Бога, Иджма — «единое соглашение мусульманского общества» и Кияс — суждение по аналогии.
Страны, где одной из правовых систем является исламское право, принадлежат к странам со смешанными правовыми системами. При этом стран, где действует исламское право в чистом виде не существует, даже в Саудовской Аравии действуют, хоть и фрагментарно признаки других правовых систем. В разных странах исламское право действует с очень разной интенсивностью — от ярко консервативного в странах Аравийского полуострова, до либерального в Турции. В любом случае во всех этих странах исламское право выступает так или иначе правовым источником.

## Индуистское право
Индуистское право возникло в Древней Индии, первоисточники которого восходят к Хараппской цивилизации. Действует на территории ряда штатов и общин современной Индии и в ряде сопредельных государств Юго-Восточной Азии. Индуистское право имеет очень сложную структуру и иерархию источников.

## Буддийское право
Буддийское право возникло в Индии в VI веке до н. э. в результате учения Будды. На сегодняшний день распространено в Индии и ряде сопредельных стран Юго-Восточной Азии, а также в нескольких странах Дальнего Востока. Буддийское право не существует в чистом виде, оно закреплено в национальных правовых системах некоторых стран в форме некой традиции, и в каждой стране она имеет свои особенности. Верховным наставником для буддистов является Далай-Лама, ныне проживающий в изгнании в Индии.

## Синтоистское право
Синтоистское право действует фрагментарно в одной стране — Японии. Зачастую сложно выявить его сферу действия, так как в Японии действует и буддизм, постоянно конкурирующий с синтоизмом. Япония к тому же является светским государством. Однако и буддизм и синтоизм оказали влияние на развитие её правовой системы.

## Зороастризм
Зороастризм является одной из древнейших религий, приверженцы которой живут преимущественно в Индии и Иране. Предписания этой религии на сегодня соблюдаются в общинах, исповедующих её, и касаются, прежде всего, права личного статуса (рождение, брак, завещание).